# Hiéroglyphe égyptien A47

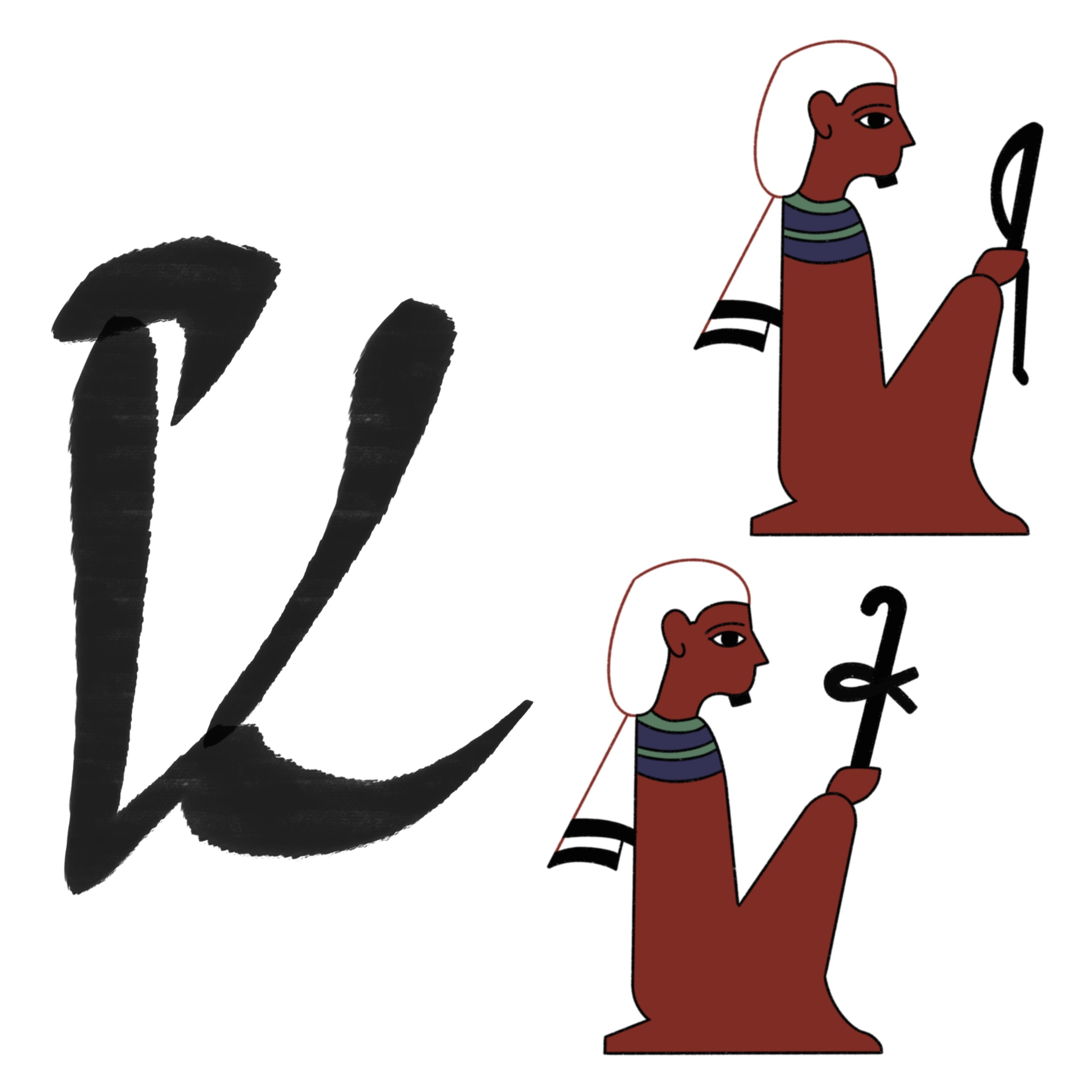
Version hiératique et hiéroglyphique

Le hiéroglyphe égyptien A47 (berger assis), est classifié dans la section A « L'Homme et ses occupations » de la liste de Gardiner ; il y est noté A47.

## Représentation
Il représente un berger assis, vêtu d'un manteau et en général d'un khat, tenant une sorte de fouet ou un bâton enfilé d'une boucle de corde, peut être une palanche. Il est translittéré mnjw ou sȝw.

## Utilisation
C'est un phonogramme bilitère de valeur sȝ.
| A47 | w | A1 |

| A47 | w | A1 |

| z · G39 | A | A47 | A24 |

| z · G39 | A | A47 | A24 |

d'où sa fonction en tant que phonograme trilitère de valeur sȝw.
Il peut, à partir de la Première Période intermédiaire, être improprement un dérerminatif dans le terme jry
| i | r | A47 |

| i | r | A47 |

| A48 |

| A48 |

Il ne doit pas être confondue avec les hiéroglyphes variantes :
| A48 |

| A48 |

| A49 |

| A49 |

## Exemples de mots
| A47 | A | w | t · D40 · Z2 |

| A47 | A | w | t · D40 · Z2 |

| A47 | A | D54 |

| A47 | A | D54 |

| A47 | A | w | t · Z4 · D40 |

| A47 | A | w | t · Z4 · D40 |